# 洛拉盖勒
洛拉盖勒（法語：Lauraguel，法語發音：[loʁaɡɛl] ⓘ）是法国奥德省的一个市镇，位于该省西部，属于利穆区和利穆市镇公共社区，其市镇面积为7.01平方公里，2022年1月1日时人口数量为621人。
洛拉盖勒是利穆市镇公共社区的组成部分。

## 历史
洛拉盖勒历史上长期为一普通村落，法国大革命后成为市镇。

## 地理
洛拉盖勒（43°5'55"N, 2°10'29"E）面积7.01 平方千米，位于法国南部，奥克西塔尼大区南部和奥德省西部。
与洛拉盖勒接壤的市镇（或旧市镇、城区）包括：加雅和维勒迪约、马尔维耶斯、波利涅、鲁捷、圣马丹-德维勒雷格朗。
洛拉盖勒的时区为UTC+01:00、UTC+02:00（夏令时）。

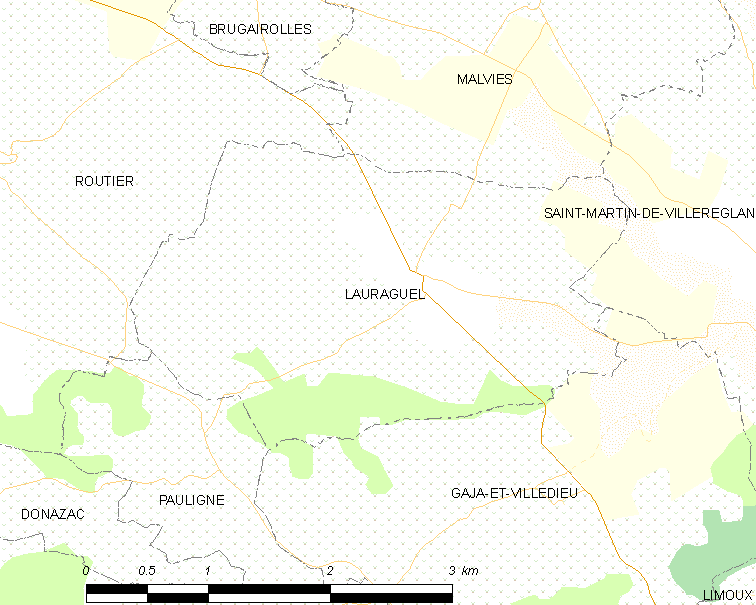
洛拉盖勒的OSM定位图

### 水文
阿尔巴讷溪（Ruisseau de l'Albane）和勒雷阿勒溪（Ruisseau du Réal）流经洛拉盖勒境内。境内以丘陵为主，镇中心地势相对平坦。

### 气候
按照柯本气候分类法，洛拉盖勒属于带有山地特征的地中海气候。

## 行政
洛拉盖勒的邮政编码为11300，INSEE市镇编码为11197。

## 政治
洛拉盖勒所属的省级选区为拉皮耶日欧拉泽斯县。现任洛拉盖勒市长为若埃尔·卡塔拉先生（Joël Cathala）。

## 交通
奥德省省道D623线、D719线和D902线经过洛拉盖勒境内。

## 人口
洛拉盖勒于2022年1月1日时的人口数量为621人。
| 年份   | 1936 | 1946 | 1954 | 1962 | 1968 | 1975 | 1982 | 1990 | 1999 | 2006 | 2011 | 2016 | 2017 |
| ------ | ---- | ---- | ---- | ---- | ---- | ---- | ---- | ---- | ---- | ---- | ---- | ---- | ---- |
| 人口數 | 380  | 382  | 355  | 350  | 404  | 368  | 431  | 416  | 461  | 507  | 604  | 615  | 609  |